# Papuanska Nova Gvineja
Pápuanska Nôva Gvinêja (tudi Papua Nova Gvineja) je otoška država v Oceaniji, ki zaseda vzhodni del otoka Nova Gvineja (druga polovica, Irian Džaja, je del Indonezije) in okoliške otoke. Leži v jugozahodnem Tihem oceanu, severno od Avstralije in zahodno od Salomonovih otokov.
Portugalec Jorge de Meneses je v 16. stoletju raziskal otok in ga imenoval Ilhas dos papuas, kar v malajščini pomeni »Otok kodrastih las«. Pozneje ga je Španec Ortiz Retes pokristjanil v Novo Gvinejo, ker ga je spominjala na gvinejsko obalo v Afriki. Leta 1828 je Nizozemska vzhodnoindijska družba zavzela zahodni del otoka. Vzhodni del so si 1884 razdelili Nemci in Britanci. 1906 so Britanci svoj del, Papuo, dali Avstraliji, ta pa je na začetku prve svetovne vojne zasegla še nemški del, Novo Gvinejo. Med drugo svetovno vojno, ko so se zavezniki branili pred japonsko invazijo, so Avstralci povezali obe ozemlji in nadzorovali pokrajino do 1973, ko je dobila samoupravo. Dve leti pozneje je Papuanska Nova Gvineja postala neodvisna znotraj Britanske skupnosti narodov. V 80. letih so se zaradi uporov v Zahodnem Irianu odnosi z Indonezijo poslabšali, leta 1992 pa je Papuanska Nova Gvineja na otok Bougainville poslala vojsko, da bi zadušila vstajo Bougainvillske revolucionarne armade, ki je zahtevala odcepitev otoka.